# Nettenchelys taylori
Nettenchelys taylori är en fiskart som beskrevs av Alcock, 1898. Nettenchelys taylori ingår i släktet Nettenchelys och familjen Nettastomatidae. Inga underarter finns listade i Catalogue of Life.